# مطحنة الأعشاب

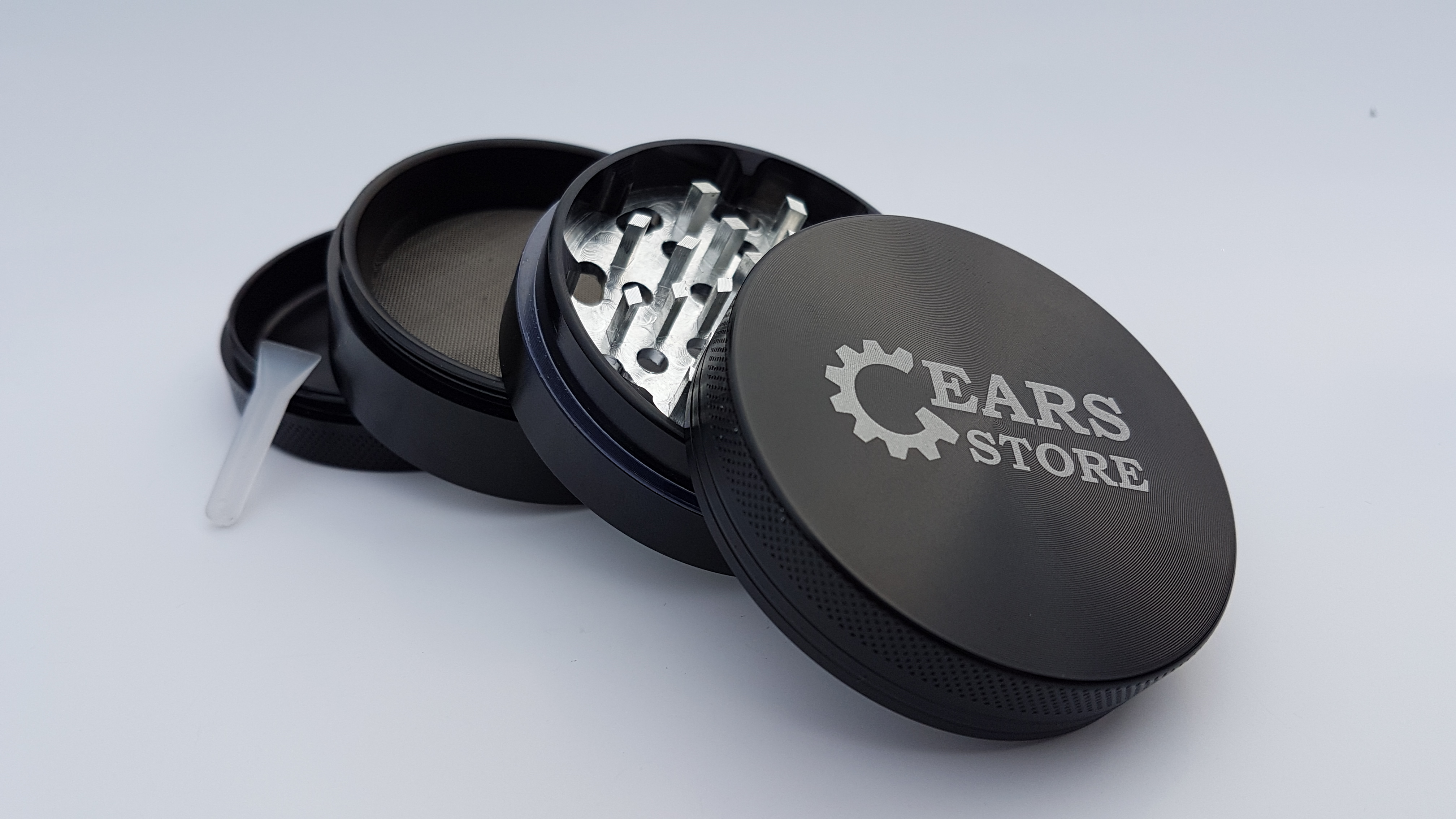
مطحنة الحشيش

مطحنة الأعشاب (أو ببساطة، جاروشة) هي أداة أسطوانية ذات نصفين (أعلى وأسفل) تنفصل وتحتوي على أسنان حادة أو مساميرمحاذاة بطريقة تجعل المواد بداخلها ممزقة عند قلب كلا النصفين. على الرغم من أن الشركات المصنعة تدعي أنها مخصصة للاستخدام مع الأعشاب والتوابل للطهي، إلا أنها غالبًا ما تستخدم لطحن الحشيش، وغالبًا ما تكون غير مناسبة للاستخدام الفعلي مع التوابل (التي يتم تحضيرها بدلاً من ذلك باستخدام مطحنة بور)، مما يؤدي إلى منتج يمكن لفه يدويًا بسهولة أكبر في «لفة حشيش» يحترق بشكل متساوٍ. عادة ما تكون مطاحن الأعشاب مصنوعة من المعدن أو البلاستيك وتأتي في مجموعة متنوعة من الألوان والمعادن المصقولة.
تحتوي بعض المطاحن على مقصورتين أو ثلاث مقصورات بدلاً من مقصورة واحدة فقط، مع شاشات دقيقة تفصل المقصورات السفلية عن المقصورات أعلاه، مما يسمح بجمع تريكومات الماريجوانا، التي تسمى أيضًا كيف، بشكل منفصل. تسبب الاعتماد الواسع النطاق على القنب كدواء ترفيهي في الآونة الأخيرة في جعل مطاحن الأعشاب مرادفة لمطاحن الحشيش. هناك العديد من أنواع مطاحن الأعشاب منها الكهربائية إلى اليدوية بأنماط مختلفة. أدت الإعلانات التي تصفها بأنها «مطاحن التوابل» ؛ في بعض الأحيان إلى إرباك المشترين الذين لم يكونوا على دراية بالاستخدام الفعلي المقصود.

## الصور

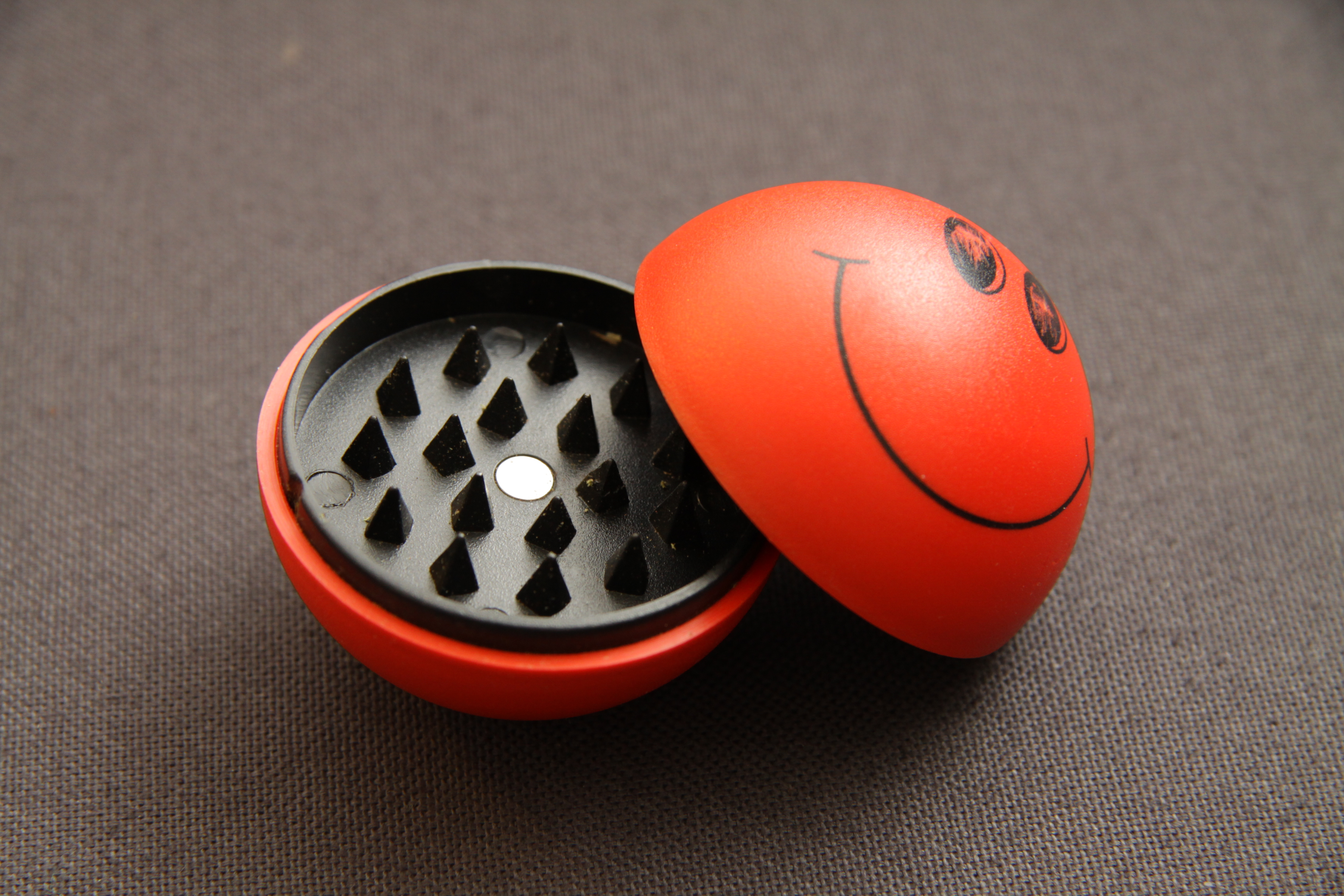
مطحنة الحشيش
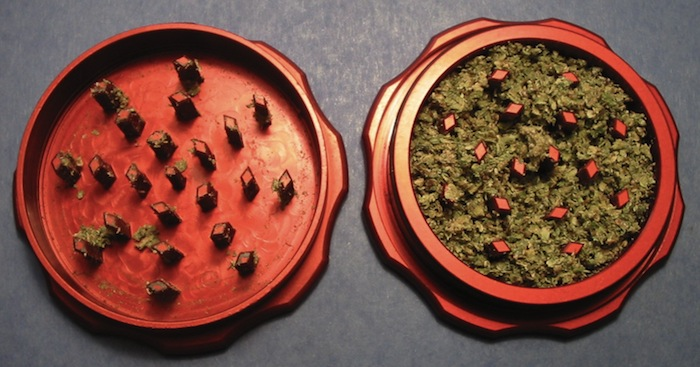
مطحنة

## الإطلاع على
- الحشيش
- المتجر الرئيسي